# Franz Grillparzer
Franz Grillparzer (Vienna, 15 gennaio 1791 – Vienna, 21 gennaio 1872) è stato uno scrittore e drammaturgo austriaco.

## Biografia
Figlio di un avvocato di una certa rilevanza, Grillparzer ricevette un'educazione severa. Entrato nel 1807 all'Università di Vienna come studente di giurisprudenza, due anni dopo fu costretto a lasciare gli studi dopo la morte del padre, che aveva lasciato la famiglia in ristrettezze finanziarie. Dopo aver lavorato come istitutore privato, nel 1813 ottenne un impiego alla biblioteca di corte, ma lasciò presto il posto a causa del modesto salario ed entrò come impiegato presso l'amministrazione delle finanze della Bassa Austria. Grazie all'influenza del conte Stadion, ministro delle Finanze, fu nominato poeta dell'Hofburgtheater nel 1818. Nel 1832 divenne direttore degli archivi dell'Hofkammer. Nel 1856 si ritirò dal servizio civile col titolo di Hofrat.
Nel 1817 le prime rappresentazioni della sua tragedia L'Avola (Die Ahnfrau) gli diedero una certa celebrità. Non era la sua prima opera: la sua produzione precedente comprendeva Bianca di Castiglia (Blanca von Castilien, 1807-1809), una lunga tragedia in versi, e i frammenti drammatici Spartaco (Spartacus) e Alfredo il Grande (Alfred der Große, 1809). L'Avola fu seguita nel 1818 da Saffo (Sappho), un dramma di genere diverso: nello spirito del Torquato Tasso di Goethe, Saffo è una tragedia del genio poetico, che rinuncia alla felicità terrena per seguire la sua alta missione.
Nel 1821 Grillparzer completò la sua trilogia Il Vello d'oro (Das goldene Vlies), un progetto che era stato interrotto nel 1819 a causa del suicidio della madre e di un viaggio in Italia. La trilogia si apre con un preludio in un atto, L'Ospite (Der Gastfreund), quindi presenta ne Gli Argonauti (Die Argonauten) le avventure di Giasone alla ricerca del Vello d'oro. Medea, una tragedia di proporzioni classiche, contiene gli eventi culminanti della storia già tante volte portata sulle scene.
Per la sua tragedia storica Fortuna e caduta del re Ottokar (1823, ma rappresentata solo il 19 febbraio 1825 per motivi di censura) Grillparzer scelse il conflitto fra Otakar II di Boemia e Rodolfo I di Germania. Nel 1826 scrisse una seconda tragedia storica, Il fedele servitore del suo signore (Ein treuer Diener seines Herrn), rappresentata per la prima volta nel 1828. Quello stesso anno si recò in visita da Goethe, a Weimar.
Nell'inverno 1820-1821, Grillparzer aveva incontrato Katharina Fröhlich (1801-1879), di cui si era innamorato. Oppresso dal pessimismo e dalla rassegnazione, non riuscì mai a fare il passo decisivo verso il matrimonio. Questa situazione gli procurò una sofferenza che trovò espressione poetica nel ciclo di poemi intitolato Tristia ex Ponto (1835).
Ciò nonostante, in questo periodo Grillparzer scrisse due delle sue opere più importanti, Le onde del mare e dell'amore (Des Meeres und der Liebe Wellen, 1831) e Il sogno, una vita (Der Traum, ein Leben, 1834). Nella prima, ispirata alla storia di Ero e Leandro, si percepisce l'influenza poetica di Lope de Vega e di Calderón de la Barca. Nella seconda, che nella forma si avvicina ancora di più al dramma spagnolo, la visione pessimistica di Grillparzer trova piena espressione. È il primo dramma di Grillparzer senza un finale tragico.
Nel 1838 Grillparzer scrisse la sua unica commedia, Guai a chi mente (Weh dem, der lügt). Nonostante l'originalità dell'idea e la vivacità del dialogo, la prima rappresentazione, il 6 marzo 1838, fu un fiasco. Fu un grave colpo per l'autore, che volse definitivamente le spalle al teatro. Nel 1836 Grillparzer si era recato in visita a Parigi e a Londra. Nel 1843 fu la volta di Atene e Costantinopoli.
Tardivi riconoscimenti vennero tributati a Grillparzer: fu eletto membro dell'Accademia delle Scienze; nel 1861 fu eletto nell'Herrenhaus; grandi celebrazioni si tennero per il suo ottantesimo compleanno, e la sua morte, il 21 gennaio 1872 fu accolta in Austria da un generale cordoglio.
Dopo il fiasco di Guai a chi mente Grillparzer non aveva pubblicato altre opere teatrali, ma dopo la sua morte furono rinvenute fra le sue carte tre tragedie complete: L'Ebrea di Toledo (Die Jüdin von Toledo, scritta nel 1851); I fratelli rivali d'Asburgo (Ein Bruderzwist in Habsburg) e Libussa, forse il dramma più profondo e maturo di Grillparzer. Nei suoi lavori teatrali si ispirò al drammaturgo Joseph Alois Gleich.

## Opere
- Blanca von Castilien (Bianca di Castiglia, 1807-1809)
- Spartacus (Spartaco, 1809)
- Alfred der Große (Alfredo il Grande, 1809)
- Die Ahnfrau (L'avola, 1817)
- Sappho (Saffo, 1818)
- Das goldene Vließ (Il Vello d'oro, 1821), trilogia composta da:
  - Der Gastfreund (L'ospite)
  - Die Argonauten (Gli Argonauti)
  - Medea
- König Ottokars Glück und Ende (Fortuna e caduta di re Ottokar, 1823)
- Ein treuer Diener seines Herrn (Il fedele servitore del suo signore, 1826)
- Des Meeres und der Liebe Wellen (Le onde del mare e dell'amore, 1831)
- Der Traum, ein Leben (Il sogno, una vita, 1834)
- Tristia ex Ponto (1835)
- Weh dem, der lügt (Guai a chi mente, 1838)[2]
- Libussa (1847; rappr. 1874)
- Der arme Spielmann (Il povero suonatore, 1847)
- Ein Bruderzwist im Hause Habsburg (I fratelli rivali d'Asburgo, 1848; rappr. 1872)
- Esther (1848; perf. 1861)
- Die Jüdin von Toledo (L'ebrea di Toledo, 1851; rappr. 1872)

Fu Grillparzer a scrivere, su richiesta di Anton Felix Schindler, il discorso funebre per Ludwig van Beethoven, che fu letto a Vienna, il 29 marzo 1827 dall'attore Heinrich Anschütz. Il discorso (di cui si ricordano in particolare le parole "Chi viene dopo di lui non può proseguire, può soltanto ricominciare; perché il predecessore è arrivato ai confini dell'Arte"), tenuto davanti a migliaia di persone commosse, fu poi pubblicato nell'edizione di tutte le sue opere e riportato anche da Gerhard von Breuning, nel suo libro di memorie Aus dem Schwarzspanierhause.

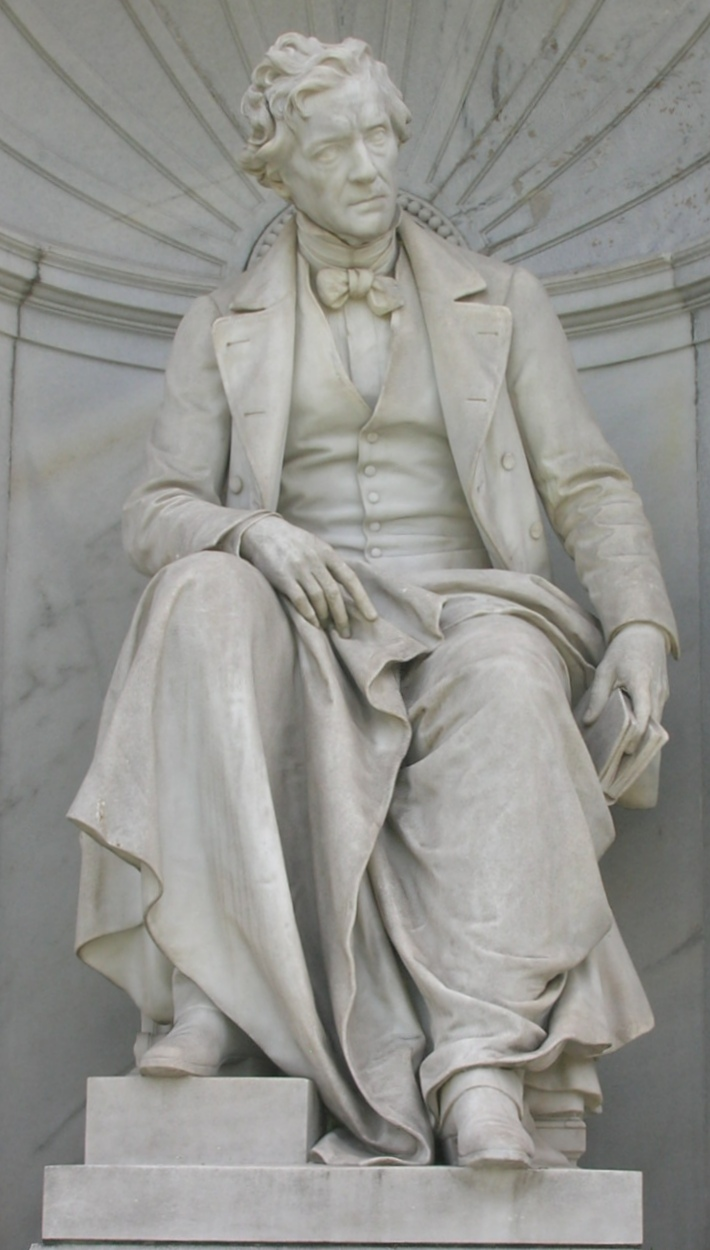
Statua di Franz Grillparzer nel Volksgarten di Vienna.

### Traduzioni italiane
- Saffo, tragedia in cinque atti del signore Francesco Grillparzer, versione italiana di Guido Sorelli. Firenze, G. Marenigh, 1819
- Saffo, tragedia del signor Francesco Grillparzer, sull'originale tedesco fatta italiana dal conte Ferdinando Mozzi de' Capitani. Venezia, Tipografia di Alvisopoli, 1820
- L'Avola, versione di Francesco Vergani. Milano, Angelo Bonfanti, 1838
- Saffo: tragedia, tradotta in versi italiani dal Dr. G. B. Bolza. Vienna, dalla tipografia del figlio di Carlo Gerold, 1864
- L'Avola: tragedia in cinque atti, traduzione di Giuseppe Rota. Pavia, Tipografia popolare, 1875
- L'Avola: tragedia in cinque atti, traduzione di Andrea Maffei. Milano, Libreria Editrice, 1877
- Saffo: Tragedia, traduzione di Casimiro Varese. Firenze, Le Monnier, 1878
- Il Vello d'oro, riduzione dal tedesco in versi italiani e introduzione storico-critica di Vincenzo Errante. Lanciano, Carabba, 1919
- Saffo: poema tragico in cinque atti, riduzione dal tedesco in versi italiani e introduzione storico-critica di Vincenzo Errante. Lanciano, Carabba, 1920
- Saffo; Il sogno e una vita, a cura di Carlotta Giulio. Torino, UTET, 1937
- Onde di Mare e d'amore: Tragedia in 5 atti, versione dal tedesco di Ulisse Raponi; saggio introduttivo di Ernesto Lama. Roma, A. Signorelli, 1942
- Il povero suonatore; Il convento di Sendomir, a cura di Sergio Romagnoli. Torino, Einaudi, 1944
- Il Convento di Sendomir; Il povero musicante, versione e introduzione di Iginio Delneri. Modena, Edizioni Paoline, stampa 1959
- Medea, introduzione e note a cura di Leonello Vincenti. Milano, U. Mursia, stampa 1963
- Saffo; Il sogno e una vita; Guai a chi mente, a cura di Carlotta Giulio. Torino, Utet, 1967
- Un dissidio tra fratelli d'Asburgo: tragedia in 5 atti, a cura di Ervino Pocar; con un saggio introduttivo di Hugo von Hofmannsthal. Parma, Guanda, 1977
- Autobiografia, premessa, traduzione e note di Ervino Pocar. Milano, Guanda, 1979
- Un fedele servitore del suo signore: tragedia in 5 atti, a cura di Leila Bondavalli. Montecchio Emilia, CEDA, 1980
- Il povero musicante, introduzione, traduzione e note di Ervino Pocar. Milano, A. Mondadori, 1984
- Il povero musicante, a cura di Eugenio Spedicato. Milano, SE, 1990
- Guai a dire bugie!; Frammento di un Faust, a cura di Cesare De Marchi. Milano, Greco & Greco, 1991
- Il povero suonatore, a cura di Rita Svandrlik. Venezia, Marsilio, 1993
- Teatro: Il vello d'oro (L'ospite, Gli argonauti, Medea), Le onde del mare e dell'amore, a cura di Maria Grazia Amoretti. Milano, TEA, 1993
- Medea: tragedia in cinque atti, a cura di Maddalena Longo; traduzione di Claudio Magris. Venezia, Marsilio, 1994
- Beethoven, a cura di Artemio Focher, Milano, SE, 1995
- Medea: variazioni sul mito, a cura di Maria Grazia Ciani. Venezia, Marsilio, 2003
- Epigrammi, a cura di Artemio Focher. Genova [etc.], Marietti, 2008

## Citazioni
Famoso soprattutto in patria, Grillparzer è perlopiù conosciuto dai lettori internazionali per la citazione-parodia che ne viene fatta nel libro Il mondo secondo Garp, di John Irving, nel quale il protagonista Garp e sua madre Jenny, trasferitisi a Vienna, vengono a conoscenza della spropositata notorietà riconosciuta in Austria allo scrittore (che nessuno dei due aveva mai sentito nominare negli Stati Uniti), ed iniziano a deriderlo con una serie di divertenti giochi (allo zoo, Garp vede un'antilope e la battezza "der Gnu des Grillparzer"; Jenny un giorno dice a Garp di aver fatto una "grillparzerata"). Secondo Garp, "Grillparzer, morto per sempre nel 1872, è come certi vini di poco pregio che non possono venir trasportati lontani dal luogo d'origine senza guastarsi". Significativamente, il romanzo d'esordio di Garp si chiamerà "La pensione Grillparzer".